# フェルナン・ラボリ

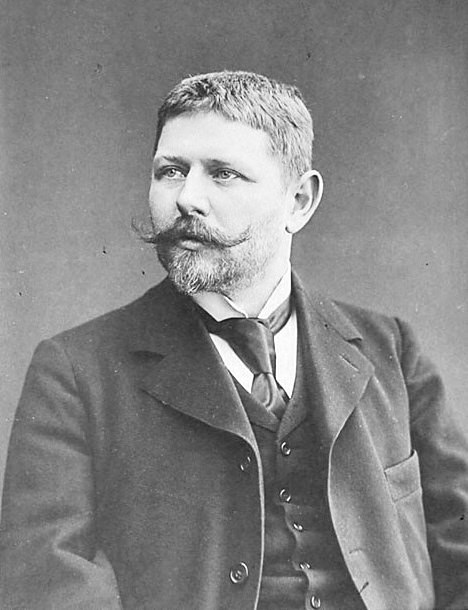
ラボリ弁護士

フェルナン・ギュスターヴ・ガストン・ラボリ(Fernand Gustave Gaston Labori,1860年4月18日〜1914年3月14日)は、フランスの弁護士、政治家。
ドレフュス事件でドレフュスの弁護をした事で有名である。

## 人物
フランスのランス出身。 東部鉄道検査官の息子であった彼は、パリ弁護士会で最も優秀な弁護士の一人となった。
1906年から1913年にかけて、一般参議院議員、セーヌ・エ・マルヌ県代議士を務めた。 1884年11月11日からパリ弁護士会の会員となり、Conférence du stage（1887年-1888年）の第二書記、Conseil de l'Ordre（1905年-1909年および1910年-1917年）のメンバー、そしてパリ弁護士会の第3会長（1911年-1913年）に選出された。
1899年のレンヌ裁判では、軍法会議でアルフレド・ドレフュスの弁護を担当した。ドレフュス事件での裁判の最中である8月14日、レンヌ市市長のエドモンド・ガストと陸軍中佐のマリー=ジョルジュ・ピカールと合流しようとしたところを銃撃され、重傷を負った。
その後、法学者であり、弁舌家でもあったラボリは、パレ画報の編集長（1892年-1895年）を務め、1897年にはパレ画報（後に大画報）を創刊し、指揮をとった。1911年9月には、投獄されたギヨーム・アポリネールの弁護を担当した。
1914年3月14日、パリにて死去。

## ラボリ弁護士を演じた人物
- ジョルジュ・メリエス監督の映画シリーズ「ドレフュス事件」では、メリエス自身がラボリを演じた。
- ウィリアム・ディターレ監督の映画「ゾラの生涯」では、ドナルド・クリスプがラボリを演じた。
- ロマン・ポランスキー監督の映画「オフィサー・アンド・スパイ」では、メルヴィル・プポーがラボリを演じた。